# Tetraponera lemoulti
Tetraponera lemoulti é uma espécie de formiga do gênero Tetraponera, pertencente à subfamília Pseudomyrmecinae.